# ジュゼッペ・ベッルーシ
ジュゼッペ・ベッルーシ（Giuseppe Bellusci, 1989年8月21日 - ）は、イタリア・カラブリア州トレビザッチェ出身のサッカー選手。セリエC・SSDモンツァ1912所属。ポジションはDF。

## 経歴

### クラブ
アスコリ・カルチョに所属していた2006-07シーズン、17歳でトップチームに招集されセリエAデビュー。クラブはセリエBに降格したが、2008-09シーズンにトップチームに定着すると、シーズン後にはセリエAのカルチョ・カターニアに移籍した。
カターニアではセンターバックのほか、右サイドバックとしても徐々に出場機会を増やし、2011-12シーズンは32試合に出場した。
2014年8月12日、カターニアのセリエB降格に伴い、フットボールリーグ・チャンピオンシップのリーズ・ユナイテッドAFCに1年間の期限付き移籍で加入。同月21日には完全移籍することが発表された。しかしエランド・ロードではプレーに精彩を欠き、2016-17シーズンはエンポリFCへ完全移籍オプション付きのシーズンローンとなった。シーズンを終えクラブはセリエBに降格したが、1年間の契約を残していたリーズに戻らず母国に留まることを希望。翌シーズン開幕前のオーストラリア遠征にもトーマス・クリスティアンセン新監督は帯同させず、2017年7月18日にクラブとの双方合意に基づき契約を解除した。
翌月2日、セリエBに降格したUSチッタ・ディ・パレルモと3年契約を締結したことが発表された。
2019年7月25日、セリエCのSSDモンツァ1912と3年契約を結んだ。

### 代表
2009年3月、U-21イタリア代表に初招集された。